# Ель-Вільяр-де-Арнедо – Єла
Ель-Вільяр-де-Арнедо – Єла – газопровід в центральній частині Іспанії.
Споруджений в 2012 році трубопровід є одним з трьох, що обслуговують роботу підземного сховища газу Єла, та забезпечує його зв’язок з прокладеним по долині Ебро газопроводом Тівісса – Аро – Бергара.
Довжина траси Ель-Вільяр-де-Арнедо – Єла дорівнює 250 кілометрів. Трубопровід виконаний в діаметрі 750 мм та має робочий тиск у 8 МПа.